# Guvid cu coada lungă
Guvidul cu coada lungă sau guvidul de lagună (Knipowitschia longecaudata) este un pește mic, marin și de apă dulce, din familia gobiide răspândit în apele salmastre din Marea Neagră, Marea Azov și Marea Caspică, în limanurile litorale și în zona inferioară a fluviilor care se varsă în mările amintite.